# بي بي سي ون

شعار قناة بي بي سي وان

بي بي سي وان (بالإنجليزية: BBC One)‏ أو (BBC 1 حتى 1997) هي قناة تلفزيونية أساسية لهيئة الإذاعة البريطانية (BBC)، تم إطلاقها في 2 نوفمبر 1936 كـ(تلفزيون الخدمة البريطاني) وكان المرناة (التلفزيون) العام الأول في العالم الذي يبث بصورة منتظمة وبمستوى عال من دقة الصورة، وتم لاحقاً تغيير اسم القناة إلى (BBC tv) حتى أطُلقت أختها القناة (BBC Two) في 1964، القناة لها ميزانية سنوية تقدر 840 مليون جنيه إسترليني، والميزانية تشمل أيضاً جميع قنوات شبكة بي بي سي، وهي ممولة كلياً عن طريق التلفزيون المرخص، ولذلك تعرض البرامج في القناة بدون إعلانات تجارية، وهي حالياً القناة الأكثر مشاهدة المملكة المتحدة.
القناة سميت بـ قناة السنة في حفل جوائز البث التلفزيوني 2007.